# Paštunci
Paštunci (Afganci, Patani; pus.: پښتون; Paṣ̌tun) su iranski narod nastanjen u južnoj i jugozapadnoj Aziji. Etnički Afganci u pravom smislu riječi; poznati također i pod imenom Patani. Naziv Afganci koristio se do 20. stoljeća, a njihov naziv u nacionalnom obliku Afganistanci dano je ili su ga preuzeli svi stanovnici Afganistana neovisno o etničkoj i jezičnoj pripadnosti.
Matičnim područjima Paštunaca podrazumijevaju se dijelovi Afganistana, Irana i Pakistana (tzv. Paštunistan), odakle su se između 13. i 16. stoljeća proširili na istok prema današnjoj Indiji. Povijest Paštuna usko je vezana uz ostale iranske narode s kojima su živjeli u zajedničkoj političkoj zajednici od medijskog ili ahemenidskog razdoblja do sredine 18. stoljeća kada je osnovano Duransko Carstvo, politički temelj modernog Afganistana. 
Paštunci su danas najveća plemenska zajednica na svijetu koja se sastoji od između 350 i 400 različitih plemena ili klanova, a procjenuje se kako ih ukupno ima do 50 milijuna. Religijski su golemom većinom muslimani (sunitski hanafi i šijitski dvanaestnici), a osim glavnog jezika pašto govore i perzijskim jezičnim oblicima dari odnosno tadžičkim, dok se u Indiji služe i urdu jezikom.

## Ime i porijeklo
Afganci, Paštunci ili Patani nose izvorni naziv Afganci i prema muslimanskim povjesničarima (Niamatulla's Makhzan-i-Afghani i Hamdulla Mustaufi's Tarikh-i-Guzida) potječu od Afghana, Talutovog (Saulovog) sina Irmiya (Jeremije). U kasnijim vremenima nakon što su primili islam izvjesni Qais Abdur Rashid imao je tri sina, to su bili Sarban, Batan i Ghurghust i od potječu većina današnjih patanskih plemena. Za kasniju povijest važan je Batan koji je imao kćerku Bibi Matto koja se zaljubila u turskog princa Hussain Shaha, njihovi kasniji potomci su danas značajna plemena Ghilzai (Khilji), Lodhi, Suri, Nuhani, i njihove grane, Sarwani ( Sherwani) i Niazi.
Ostale skupine Patana imaju židovskog (semitskog) i mongolskog porijekla (Hazara), ostaci mongolske vojske. Velik broj pleme koja žive na obje strane današnje afganistansko-pakistanske granice imaju različita porijekla. Među inima to su Shinwari, Mohmandi, Mahsudi, Khattaki, Afridi, Orakzai, Achakzai, Bannuchi, Waziri, Bangashi, Yusufzai, i drugi među kojima ima i onih koji su porijekol od Aleksandrove vojske. Skupina plemena poznati kao Kalnari u koje spadaju Waziri, Bannuchi, Khattaki, Bangashi, Orakzai i Afridi među Patanima čine stariji sloj stanovništva i nisu Afganci u pravom smislu.

## Paštunska (afganska) plemena
Sarbanee/Sarban (Durrani)
- Sheranai
- Jalwaanai
- Barais (Barech)
- Baayer
- Oormar
- Tareen (Tarin) podplemena: Tor Tarin, Spin Tarin;  Raisani (govore brahvi) i Khetran (govore Baludžijski)
- Gharshin
- Lawaanai
- Popalzai
- Baamizai
- Sadozai
- Alikozai
- Barakzai
- Mohammad zai (Zeerak)
- Achakzai (Assakzai)
- Noorzai
- Alizai
- Saakzai
- Maako
- Khoogyanai
- Yousufzai
- Atmaanzai (Utmanzai)
- Raanizai
- Mandan
- Tarklaanai
- Khalil
- Babar
- Daudzai
- Zamaryanai
- Zeranai
- Mohmand
- Kheshgai
- Mohammad Zai ( Zamand)
- Kaasi
- Shinwarai
- Gagyanai
- Salarzai
- Malgoorai

Gharghasht (Gharghakht)
- Babai
- Mandokhail
- Kakar
- Naghar
- Panee (Panri) (Khajjak, Luni, Marghazani, Dehpal, Barozai, Mzari etc.)
- Dawi
- Hamar
- Doomar (Dumarr)
- Khondai
- Gadoon (Jadun)
- Masakhel (Musakhail)
- Sapai (Safai, Safi)
- Mashwanai
- Zmarai (Mzarai)
- Shalman
- Eisoot (Isot)

Karlanee (Kerlanri)
- Mangal
- Kakai
- Torai (Turi)
- Hanee
- Wardak (Verdag)
- Aurakzai (Orakzai)
- Apridee or Afridi
- Khattak
- Sheetak
- Bolaaq
- Zadran (Jadran)
- Wazir
- Masid (Mahsood)
- Daur (Dawar)
- Sataryanai
- Gaarai
- Bangash
- Banosee (Banuchi)
- Zazai (Jaji)
- Gorbuz
- Tanai (Tani)
- Khostwaal
- Atmaankhel (Utmankhail)
- Samkanai (Chamkani)
- Muqbal

Betanee / Baitani ( Ghilji, Khilji, Ghilzai)
- Lodhi/Ibrahim/Ibrahim Lodhi
  - Toran
    - Baabar
    - Baroo

  - Buran
    - Jehab/Aezab
    - Ali Khel
      - Aka Khel
      - Abdur Rahim Khel
      - Wash Khel
      - Barhi Khel
- Musa
- Sahaak
- Tarakai
- Tookhi
- Andar
- Suleiman Khel (Slaimaankhel)
- Hotak
- Akakhail
- Nasar
- Kharotai
- Bakhtiar
- Marwat
- Ahmadzai
- Tarai
- Dotanai (Dotani)
- Taran
- Lodhi
- Niazai
- Soor
- Sarwanai
- Gandapur
- Daulat Khail
- Kundi Ali Khail
- Dasoo Khail
- Jaafar
- Ostranai (Ustarana)
- Loohanai
- Miankhail
- Betani (Baitanee)
- Khasoor

## Poveznice
- Paštunski jezik
- Paštunistan
- Afganistan
- Pakistan

## Citirana literatura
Stručna literatura s vanjskim poveznicama:
- (engl.) Kieffer, Ch. M. 15. prosinca 1983. Afghan. Encyclopedia Iranica. New York. Inačica izvorne stranice arhivirana 8. prosinca 2010. Pristupljeno 13. siječnja 2011.

Organizacije i udruge:
- (engl.) Census of Population. Statistics Canada. 2006. Inačica izvorne stranice arhivirana 25. prosinca 2018. Pristupljeno 13. siječnja 2011.
- (engl.) Joshua Project. 2011. Countries. JoshuaProject.net. U.S. Center for World Mission. Colorado Springs, USA. Pristupljeno 13. siječnja 2011.
- (engl.) Population by Mother Tongue (1998 Census). Government of Pakistan - Statistics Division. 2011. Inačica izvorne stranice arhivirana 12. rujna 2011. Pristupljeno 13. siječnja 2011.

Sestrinski projekti
|  | Zajednički poslužitelj ima stranicu o temi Paštunci    |
|  | Zajednički poslužitelj ima još gradiva o temi Pashtuns |